# Episodi di What We Do in the Shadows (seconda stagione)
La seconda stagione della serie televisiva What We Do in the Shadows, composta da 10 episodi, è stata trasmessa negli Stati Uniti d'America dall'emittente FX dal 15 aprile al 10 giugno 2020.
In Italia, la stagione è stata trasmessa su Fox, canale satellitare a pagamento di Sky, dal 27 maggio al 24 giugno 2020.
| n° | Titolo originale             | Titolo italiano              | Prima TV USA   | Prima TV Italia |
| -- | ---------------------------- | ---------------------------- | -------------- | --------------- |
| 1  | Resurrection                 | Resurrezione                 | 15 aprile 2020 | 27 maggio 2020  |
| 2  | Ghosts                       | Fantasmi                     | 15 aprile 2020 | 27 maggio 2020  |
| 3  | Brain Scramblies             | Cervello strapazzato         | 22 aprile 2020 | 3 giugno 2020   |
| 4  | The Curse                    | La maledizione               | 29 aprile 2020 | 3 giugno 2020   |
| 5  | Colin's Promotion            | La promozione di Colin       | 6 maggio 2020  | 10 giugno 2020  |
| 6  | On the Run                   | La Grande Fuga               | 13 maggio 2020 | 10 giugno 2020  |
| 7  | The Return                   | Il ritorno                   | 20 maggio 2020 | 17 giugno 2020  |
| 8  | Collaboration                | Collaborazione               | 27 maggio 2020 | 17 giugno 2020  |
| 9  | Witches                      | Streghe                      | 3 giugno 2020  | 24 giugno 2020  |
| 10 | Nouveau Théâtre des Vampires | Nouveau Théâtre des Vampires | 10 giugno 2020 | 24 giugno 2020  |

## Resurrezione
- Titolo originale: Resurrection
- Diretto da: Kyle Newacheck
- Scritto da: Marika Sawyer

### Trama
Passata l'estate, Nadja e Laszlo continuano ad avere sfortuna nel loro scopo di mantenere un legame con un famiglio: infatti uno dopo l'altro i vari assistenti sono rimasti vittime di incidenti mortali. Nel mentre dei vampiri killer cercano di uccidere i tre vampiri della casa ignari di quello che sta succedendo; e sarà compito di Guillermo quello di proteggerli. Un nuovo potenziale famiglio, Topher Delmonico, viene accolto a braccia aperte dalla coppia, tuttavia quest'ultimo muore in seguito a un cortocircuito nel guardino. Per tentare di resuscitarlo, Nadja, Laszlo, Nandor e Guillermo si recano da Wallace, un negromante che non sembra dare garanzie di successo, ma che dopo un bizzarro rituale riesce a riportare in vita l'adorato famiglio, seppur del vecchio Topher non sia rimasta alcuna traccia, sia nell'aspetto che nel comportamento. Guillermo, stremato e spaventato per la situazione venutasi a creare, durante una colluttazione con il famiglio, gli provoca una caduta, che lo tramortisce ma non lo uccide: da qui l'ipotesi che Topher si sia trasformato in zombi in seguito al rituale. I quattro, infuriati si recano dal negromante che promette loro di risolvere il problema sbarazzandosi del vecchio famiglio in cambio di portachiavi gratis che offre loro per il disturbo.
- Ascolti USA: 537 000 telespettatori[1]

## Fantasmi
- Titolo originale: Ghosts
- Diretto da: Kyle Newacheck
- Scritto da: Paul Simms

### Trama
- Ascolti USA: 409 000 telespettatori[1]

## Cervello strapazzato
- Titolo originale: Brain Scramblies
- Diretto da: Kyle Newacheck
- Scritto da: Jake Bender e Zach Dunn

### Trama
- Ascolti USA: 566 000 telespettatori[2]

## La maledizione
- Titolo originale: The Curse
- Diretto da: Liza Johnson
- Scritto da: Sarah Naftalis

### Trama
- Ascolti USA: 618 000 telespettatori[3]

## La promozione di Colin
- Titolo originale: Colin's Promotion
- Diretto da: Jemaine Clement
- Scritto da: Shana Gohd

### Trama
- Ascolti USA: 378 000 telespettatori[4]

## La Grande Fuga
- Titolo originale: On the Run
- Diretto da: Yana Gorskaya
- Scritto da: Stefani Robinson

### Trama
- Ascolti USA: 436 000 telespettatori[5]

## Il ritorno
- Titolo originale: The Return
- Diretto da: Jemaine Clement
- Scritto da: Jemaine Clement

### Trama
- Ascolti USA: 377 000 telespettatori[6]

## Collaborazione
- Titolo originale: Collaboration
- Diretto da: Yana Gorskaya
- Scritto da: Sam Johnson e Chris Marcil

### Trama
- Ascolti USA: 443 000 telespettatori[7]

## Streghe
- Titolo originale: Witches
- Diretto da: Kyle Newacheck
- Scritto da: William Meny

### Trama
- Ascolti USA: 433 000 telespettatori[8]

## Nouveau Théâtre des Vampires
- Titolo originale: Nouveau Théâtre des Vampires
- Diretto da: Kyle Newacheck
- Scritto da: Sam Johnson, Stefani Robinson e Paul Simms

### Trama
- Ascolti USA: 406 000 telespettatori[9]